# 蔡长元
蔡长元（1917年12月—1995年12月3日），出生于四川省宣汉县柳池坪（今柳池乡）蔡氏村。中国人民解放军将领、中国人民解放军开国少将。

## 经历
1933年加入中国工农红军，同年加入中国共产主义青年团，1934年转为中共正式党员。土地革命战争时期，参加了攻打平梁城、罗文镇、包城、古浪、梅家营子等战斗和二万五千里长征。抗日战争和第二次国共内战期间，参加了浑源、青县、保北、清风店、石家庄、新保安和太原、兰州战斗。1951年5月，抗美援朝第五次战役后，带领189师与美军展开了“铁原大战”。中华人民共和国成立后，当选为中国共产党的十二大代表。
1955年被授予少将军衔，1957年任二十四军副军长兼参谋长，1961年升任六十六军政委，1963年任六十三军政委，1979年1月调任陕西省军区政委，1983年11月离职休养，1995年12月3日因病逝世。